# Rock Cup 2013-2014
La Rock Cup 2013-2014 è stata la 60ª edizione della coppa di Gibilterra, la prima riconosciuta dalla UEFA. Il torneo è iniziato l'8 gennaio 2014 e si è concluso il 10 maggio 2014. Il Lincoln si è aggiudicato il trofeo per la 15ª volta nella sua storia.

## Ottavi di finale
| Squadra 1           | Risultato | Squadra 2       |
| ------------------- | --------- | --------------- |
| 24/28 gennaio 2014  |           |                 |
| Britannia XI        | 2 – 3     | Olympique       |
| Gibraltar Phoenix   | 0 – 7     | Lions Gibraltar |
| Cannon's            | 3 – 4     | Magpies         |
| Lincoln Red Imps    | 5 – 1     | St Joseph's     |
| Boca Juniors        | 1 – 9     | Europa FC       |
| Glacis United       | 7 – 0     | Leo Parrilla    |
| Lincoln Red Imps II | 0 – 5     | Lynx            |
| Gibilterra U-15     | 1 – 2     | Manchester 62   |

## Quarti di finale
| Squadra 1      | Risultato | Squadra 2        |
| -------------- | --------- | ---------------- |
| 7/9 marzo 2014 |           |                  |
| Olympique      | 0 – 7     | Lions Gibraltar  |
| Magpies        | 0 – 6     | Lincoln Red Imps |
| Europa FC      | 4 – 2     | Glacis United    |
| Lynx           | 1 – 2     | Manchester 62    |

## Semifinali
| Squadra 1       | Risultato       | Squadra 2        |
| --------------- | --------------- | ---------------- |
| 26 aprile 2014  |                 |                  |
| Lions Gibraltar | 0 – 2           | Lincoln Red Imps |
| Europa FC       | 0 – 0 (4-2 dcr) | Manchester 62    |

## Finale
| Squadra 1        | Risultato | Squadra 2 |
| ---------------- | --------- | --------- |
| 10 maggio 2014   |           |           |
| Lincoln Red Imps | 1 – 0     | Europa FC |